# 米沙鄢群島戰役

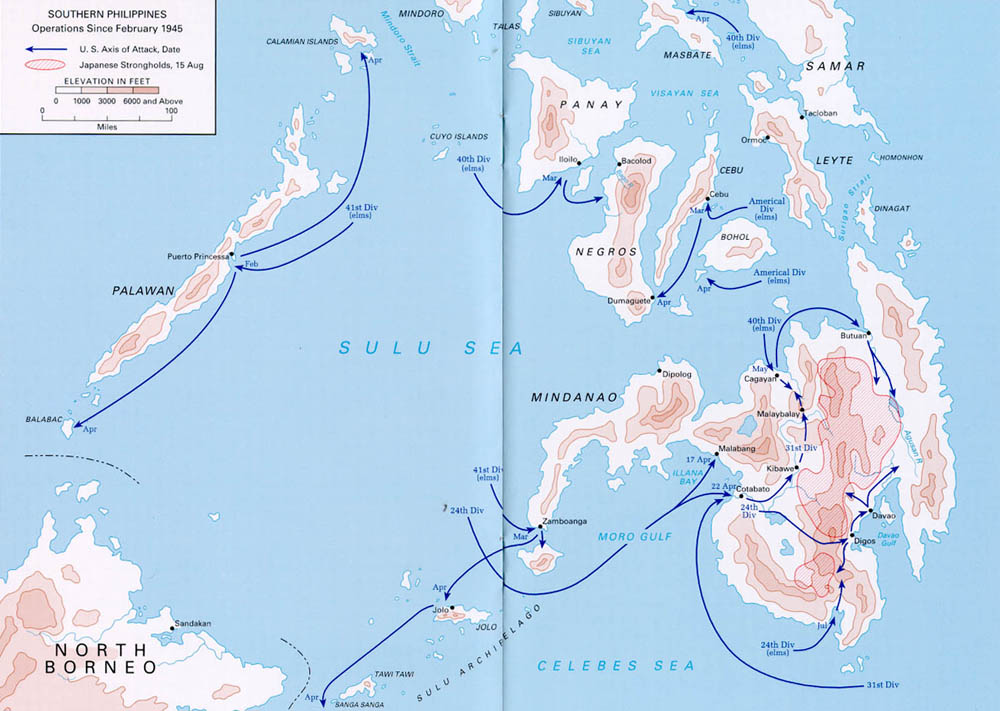
1945年，菲律賓南部戰役示意圖

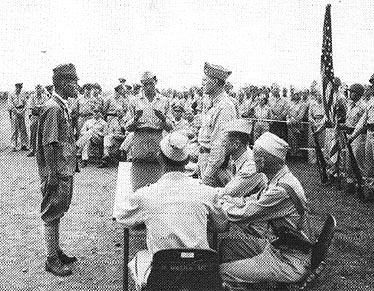
1945年9月日軍士兵向美軍第40步兵師投降

米沙鄢群島戰役是美軍與菲律賓遊擊隊於1945年3月18日至7月30日對日軍發動的勝利1號及勝利2號計劃內的一系列軍事行動，是美國在第二次世界大戰中解放菲律賓行動之一部份，目的是解放南部島嶼及消滅防守之日軍。

## 背景
在命令佔領巴拉望島及三寶韻半島的2星期內，道格拉斯·麥克阿瑟上將命令佔領菲律賓群島中部的米沙鄢群島中的班乃島、內格羅斯島、宿務島及保和島。
當菲律賓遊擊隊控制了這些島嶼的郊區時，大約3,000名日本守軍控制一些主要沿海城市如宿務島証的宿務市和班乃島上的伊洛伊洛，為達成個人願望及消除每個島嶼上的日軍之承諾，麥克阿瑟希望這2個城市能成為將來入侵日本本土的大量軍隊的集結地，在較早前，美國參謀長聯席會議告訢他準備於1945年11月迎接22個師及於1946年2月迎接另外11個師到達菲律賓。

## 戰役過程

### 勝利者1號計劃
2個軍事行動是各自分開進行的，羅伯特·勞倫斯·艾克爾伯格命令由拉普·布魯斯少將指揮的美軍第40步兵師佔領內格羅斯島西北部及班乃島，這就是勝利者1號計劃，該師亦配有第503傘兵團為預備隊。
班乃島是第一個目標，1945年3月18日，經過2個星期的轟炸後，第40步兵師的第185步兵團在伊洛伊洛以西數英哩處的聖塔芭芭拉登陸，他們受到大約23,000名由馬卡里奧·佩拉爾塔領導的菲律賓遊擊隊的支援，他們沒有遇到抵抗，第185步兵團很快便佔領了聖塔芭芭拉的機場及附近的Mandurriao，日軍守衛聖塔芭芭拉，但2天後就被美軍逐出，掃蕩工作則交由菲律賓遊擊隊及第160步兵團第2旅負責，至戰爭結束，大約1,500名日軍投降。
在班乃島及內格羅斯島之間的吉馬拉斯島及Inampulagan島，分別於3月20日及3月21日被美軍佔領

### 佔領內格羅斯島
3月29日，第185步兵團的一個加強排在亞倫·H·漢森少尉的領導下來到接近巴科洛德市一條橫誇保格河的長650英呎的鋼鐵橋，這是唯一一座可承載重型武器及裝備的橋樑，日軍守衛十分震驚及這座橋在數小時後易手。

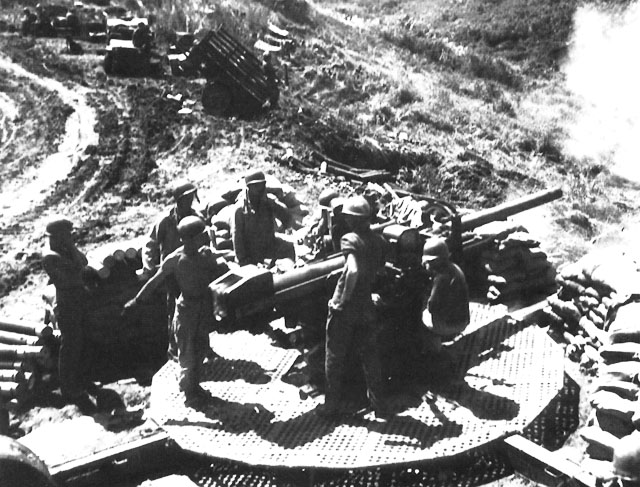
1945年4月，在內格羅斯島上正向敵軍炮轟的美軍大炮

這次勝利令第185步兵團輕易在普盧潘丹登陸，他們加快推進及佔領另外7座橋樑，第二天，3月30日，他們攻佔巴科洛德市，之後第40步兵師向內陸進發及接近塔里薩伊市，在這裹日軍試圖阻止美軍推進但被美軍輕易瓦解，到4月2日，內格羅斯島的海岸平原完全被盟軍佔領。
4月9日，第40步兵師3個團一同向東面山區進攻，日軍頑強地阻擊，他們沿途滿佈陷阱，在日間隱藏及在晚間發動騷擾性襲擊，之後第40步兵師組成一些小單位在陷阱及地雷區匍匐而行，之後向日軍據點開火。
6月4日開始，日軍開始向山區撤退，8星期後，第40步兵師克服這些阻礙及將日軍趕入叢林。

### 勝利者2號計劃
大約在班乃島及內格羅斯島西北部的戰事開始後一星期，進攻宿務島、保和島及內格羅斯島東南部的勝利者2號行動正式開始，艾奇伯格命令由威廉·H·阿諾德少將指揮的亞美利加師執行此項任務，在宿務島的日軍有14,500人，但其中由玲木1宗作指揮的2,000人正被由佩拉爾塔手下的8,500名菲律賓遊擊隊所包圍，三分之一的日本守軍在宿務市佈防，他們在市內建立一系列防禦工事。

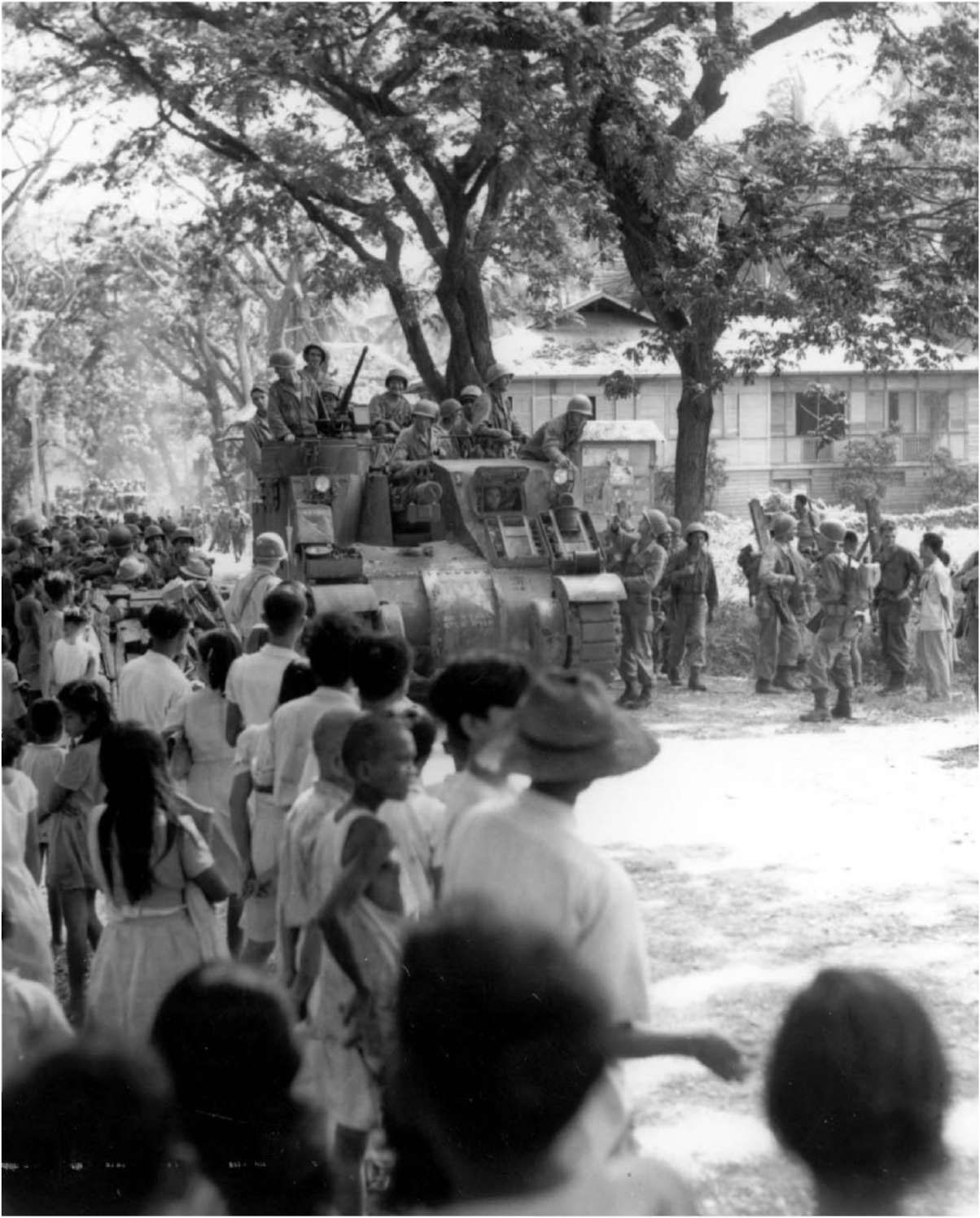
宿務市市民歡迎美軍

1945年3月26日早上8:28，經過一個小時的海軍炮火準備，第132及182步兵團在宿務市以西4英哩(6.5km)的塔里薩伊市海灘登陸，日軍抵抗輕微，但其地雷將最先15輛兩棲突擊載具的其中10輛破壞，令登陸作業中斷，後續$陸波令灘頭陣地大阻塞，但日軍沒有利用這個機會反擊，2小時後，穿過佈雷區的一條小通道後，美軍才可再度前進。
第2天，3月27日，因為加快推進，亞美利加師已進入被破壞的宿務市，3月28日，宿務市東北2英哩的
機場被美軍佔領，同時阿諾德少將的部隊向二個有重兵防守的日軍山丘據點進攻，其中一個被美軍在當日攻佔，第182步兵團在跟著的一天繼續進攻，而日軍則引爆在第二個山丘的軍火庫，令美軍有50人死傷，隨後數天，日軍繼續在市周圍抵抗，因為亞美利加師在第7艦隊炮火支援下攻擊組成守軍一些獨立坦克-步兵小組，日軍向後撤退。
4月13日，為攻擊日軍右翼，阿諾德少將秘密地把第164步兵團撤回及於晚間向西面25英哩(40km)的日軍防線推進，因此現在3個步兵團，第182及132步兵團在前面及第164步兵團在後面同時進攻，日軍向後撤退，由於面對美軍強大的海空優勢，玲木宗作於4月16日命令向北面山區全面撤退，美軍同遊擊隊於4月20日展開掃蕩行動，殺死仍然頑抵的日軍士兵，大約8,500名日軍滯留在宿務島北部直至戰爭結束。

### 攻佔保和島及內格羅斯東南部

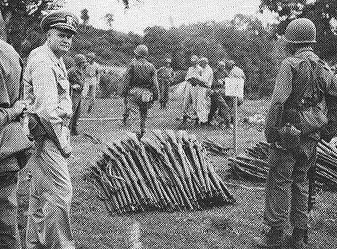
1945年，日軍武器正被收集

1945年4月11日，當宿務島的戰事仍在進行時，美軍開始進攻保和島及內格羅斯島東南部，第164步兵團的一個連在保和島西海岸的塔比拉蘭市登陸，在菲律賓遊擊隊支援下，該旅向內陸推進，在月底前發現及消滅日軍，美軍共有7人陣亡。
4月26日，美軍第164步兵團在內格羅斯島的郎萬藝地市以北5英哩(8km)的奚卜蘭登陸，2日後，與第40步兵師的一個偵察營會合，他們向環繞郎萬藝地市防守的1,300名日本守軍發動進攻，主要戰事直至1945年5月28日，日軍向山區撤退及菲律賓遊擊隊進行掃蕩工作，第164步兵團在內格羅斯島東南部的戰事中共有35人陣亡及180人受傷，日軍共陣亡350人及15人被俘。

## 總結
總體來說，美國第8軍團在米沙鄢群島戰役所付出的代價遠比日軍為少，第40步兵師在班乃島及內格羅斯西北部的戰鬥中共有390人陣亡及1,025人受傷，而日軍共有4,080人陣亡及3,300人因疾病及飢餓而死，在宿務島及保和島上美軍共陣亡417人及另外有1,700人受傷，而日軍共有5,700人戰死及500人受傷。
雖然有一些日軍單位已經逃入山區，艾奇伯格的部隊快速解放整個米沙鄢群島，麥克阿瑟對其部下快速及決定性的行動感到欣賞，尤其是另一支部隊美國第6軍團在呂宋島推進緩慢，在1945年4月21日，他在發給艾克爾伯格的祝賀電報中說：「這是一個在快速推進中所完成的一個代價很少及進取的行動典範。」